# Jerry Donohue
Jerry Donohue (12 de junho de 1920 — 13 de fevereiro de 1985) foi um químico estadunidense.
É conhecido por ter transmitido informações cruciais a James Watson e Francis Crick, que os levaram ao encontro da estrutura correta do DNA.

## Publicações selecionadas
- J. Donohue.  Radial Distribution Functions of Some Structures of the Polypeptide Chain.  Proc. Natl. Acad. Sci. USA, 40(6), 377–381 (1954)
- J. Donohue and K. Trueblood.  The crystal structure of p-nitroaniline.  Acta Cryst., 9, 960-965 (1956)
- J. Donohue, A. Caron, and E. Goldish.  Crystal Structure of Rhombohedral Sulphur.  Nature, 182, 518 (1958)
- J. Donohue.  Crystal Structure of Helium Isotopes.  Phys. Rev., 114, 1009 (1959)
- J. Donohue.  A refinement of the positional parameter in α-nitrogen.  Acta Cryst., 14, 1000 (1961)
- F.L. Tucker, J.F. Walper, M.D. Appleman, and J. Donohue.  Complete Reduction of Tellurite to Pure Tellurium Metal by Microorganisms.  J. Bacteriol., 83(6), 1313–1314 (1962)
- B.D. Sharma and J. Donohue.  The Crystal and Molecular Structure of Sulfur Nitride, S4N4.  Acta Cryst., 16, 891 (1963)
- J. Donohue, B.D. Sharma and R.E. Marsh.  Conformations and hydrogen bonding in codeine and morphine salts.  Acta Cryst., 17, 249-253 (1964)
- H.L. Carrell and J. Donohue.  Three Different Isomers in the Same Crystal.  Nature, 210, 1149 (1966)
- F.L. Tucker, J.W. Thomas, M.D. Appleman, S.H. Goodman, and J. Donohue.  X-Ray Diffraction Studies on Metal Deposition in Group D Streptococci.  J. Bacteriol., 92(5), 1311–1314 (1966)
- J. Donohue, and S.H. Goodman.  The Crystal Structure of Adamantane: An Example of a False Minimum in Least Squares.  Acta Cryst., 22, 352 (1967)
- H.L. Carrell and J. Donohue.  The Crystal and Molecular Structure of Tetramethylbiphosphine-Bis(monoborane).  Acta Cryst., B24, 699-707 (1968)
- G.J. Palenik, J. Donohue and K.N. Trueblood.  The crystal and molecular structure of 3-nitroperchlorylbenzene.  Acta Cryst., B24, 1139-1146 (1968)
- J. Donohue, Structure of "Polywater".  Science, 166(3908), 1000-1002 (1969)
- A. Caron and J. Donohue.  Redetermination of thermal motion and interatomic distances in urea.  Acta Cryst., B25, 404 (1969)
- R. Boggs and J. Donohue. The unit cell and space group of L-tyrosine. Acta Cryst., B27, 247 (1971)
- N. Mandel and J. Donohue. The Molecular and Crystal Structure of Trifluoromethylarsenie Tetramer (AsCF3)4. Acta Cryst., B27, 476-480 (1971)
- J.P. Chesick and J. Donohue. The molecular and crystal structure of 2-mercaptobenzothiazole. Acta Cryst., B27, 1441-1444 (1971)
- J. Donohue and H. Einspahr. The structure of β-uranium. Acta Cryst., B27, 1740-1743 (1971)
- N. Mandel and J. Donohue. The refinement of the crystal structure of skutterudite, CoAs3. Acta Cryst., B27, 2288-2289 (1971)
- G. Mandel and J. Donohue. The refinement of the structure of hexabromoethane. Acta Cryst., B28, 1313-1316 (1972)
- H.L. Carrell and J. Donohue. The Crystal and Molecular Structure of Dodecamethylcyclohexasilane. Acta Cryst., B28, 1566 (1972)
- N. Mandel and J. Donohue. The molecular and crystal structure of 16β,17β-dibromoandrostane. Acta Cryst., B28, 308-312 (1972)
- K.J. Hwang, J. Donohue, and C.-C. Tsai. The Crystal and Molecular Structure of 12-Methyl-11,13-dioxo-12-aza-pentacyclo[4.4.3.0.1,602,10.05,7]trideca-3,8-diene. Acta Cryst., B28, 1727 (1972)
- H. Einspahr, R.E. Marsh, and J. Donohue. The Crystal Structure of Potassium Binoxalate. Acta Cryst., B28, 2194-2198 (1972)
- G. Mandel and J. Donohue. The Crystal and Molecular Structure of Octachloro-2-4-dihydropentalene. Acta Cryst., B29, 710-714 (1973)
- H. Einspahr, and J. Donohue. The Crystal and Molecular Structure of Dimethyl trans, trans-2,5-Dichloromuconate. Acta Cryst., B29, 1875-1880 (1973)
- R. Boggs and J. Donohue. Spermine copper(II) perchlorate. Acta Cryst., B31, 320-322 (1975)
- J. Donohue and J.P. Chesick. The Crystal and Molecular Structure of Dicinnamyl Disulfide. Acta Cryst., B31, 986 (1975)
- A. Robbins, G.A. Jeffrey, J.P. Chesick, J. Donohue, F.A. Cotton, B.A. Frenz and C.A. Murillo. A refinement of the crystal structure of tetraphenylmethane: three independent redeterminations. Acta Cryst., B31, 2395-2399 (1975)
- J. Donohue. Structure of graphite. Nature, 255, 172 (1975)
- W.C. Stallings, Jr. and J. Donohue. A refinement of the crystal structure of N,N'-diglycyl-L-cystine dihydrate. Acta Cryst., B32, 1916-1917 (1976)
- R. Boggs and J. Donohue. trans-4a-Acetoxy-8a-chloro-l,4,4a,5,8,8a-hexahydronaphthalene. Acta Cryst., B32, 1918-1919 (1976)
- G.T. DeTitta, J.W. Edmonds, W. Stallings, and J. Donohue. Molecular structure of biotin. Results of two independent crystal structure investigations. J. Am. Chem. Soc., 98(7), 1920-1926 (1976)
- J. Donohue and B.S. Hayward. Crystal structures of two local anesthetics: dibucaine·HCl·H2O and dimethisoquin·HCl·H2O. II. Revised parameters, bond distances, and bond angles. J. Chem. Crystallogr., 10(5-6), 157-161 (1980)
- W.C. Stallings, Jr. and J. Donohue. Crystal and molecular structure of analgesics, I. Ciramadol hydrobromide, C15H23O2N·HBr. J. Chem. Crystallogr., 11(3-4), 59-67 (1981)
- J. Donohue and W. Stallings, Jr.. Crystal and molecular structure of analgesics. II. Dezocine hydrobromide. J. Chem. Crystallogr., 11(3-4), 69-78 (1981)
- J. Donohue and N. Mandel. Molecular structures of menthylS-methyl (S)p-phenyl phosphonothioate and menthyl methyl(R)p-phenylphosphonate. J. Chem. Crystallogr., 11(5-6), 189-196 (1981)
- A.B. Smith III, B.H. Toder, P.J. Carroll, and J. Donohue. Andrographolide: an X-ray crystallographic analysis. J. Chem. Crystallogr., 12(4), 309-319 (1982)
- H. Katz, T.E. Conturo, P.J. Nigrey and J. Donohue. Naphthaceno[5,6-cd]-1,2-dithiole, C18H10S2. J. Chem. Crystallogr., 13(3), 221-229 (1983)
- J. Donohue, A.B. Smith III, and P.J. Carroll. Crystal and molecular structure of reductiomycin. J. Chem. Crystallogr., 14(1), 35-43 (1984)
- J.M. Gromek and J. Donohue. Crystal and molecular structure of OC(CoC5H5)3(CF3CCCF3). J. Chem. Crystallogr., 14(3), 227-237 (1984)
- J. Donohue. Revised space-group frequencies for organic compounds. Acta Cryst., A41, 203-204 (1985)
- V.A. Santopietro, J. Donohue, and A.B. Smith III. Crystal and molecular structure of hydroxyjatrophone C. J. Chem. Crystallogr., 15(3), 247-255 (1985)
- A.B. Smith, III, J.L. Wood, C.J. Rizzo, G.T. Furst, P.J. Carroll, J. Donohue and S. Oreurn, (+)-Hitachimycin: stereochemistry and conformational analysis. J. Am. Chem. Soc., 114, 8003-8007 (1992)